# Aedia ramburii
Aedia ramburii är en fjärilsart som beskrevs av Jean Baptiste Boisduval 1829. Aedia ramburii ingår i släktet Aedia och familjen nattflyn. Inga underarter finns listade i Catalogue of Life.